# باکونی‌دیروت
باکونی‌دیروت (به مجاری: Bakonygyirót) یک شهرداری در مجارستان است که در ناحیه پانون‌هالما واقع شده‌است. باکونی‌دیروت ۶٫۸۵ کیلومتر مربع مساحت و ۱۷۸ نفر جمعیت دارد.